# بازار شينجيانغ الدولي الكبير

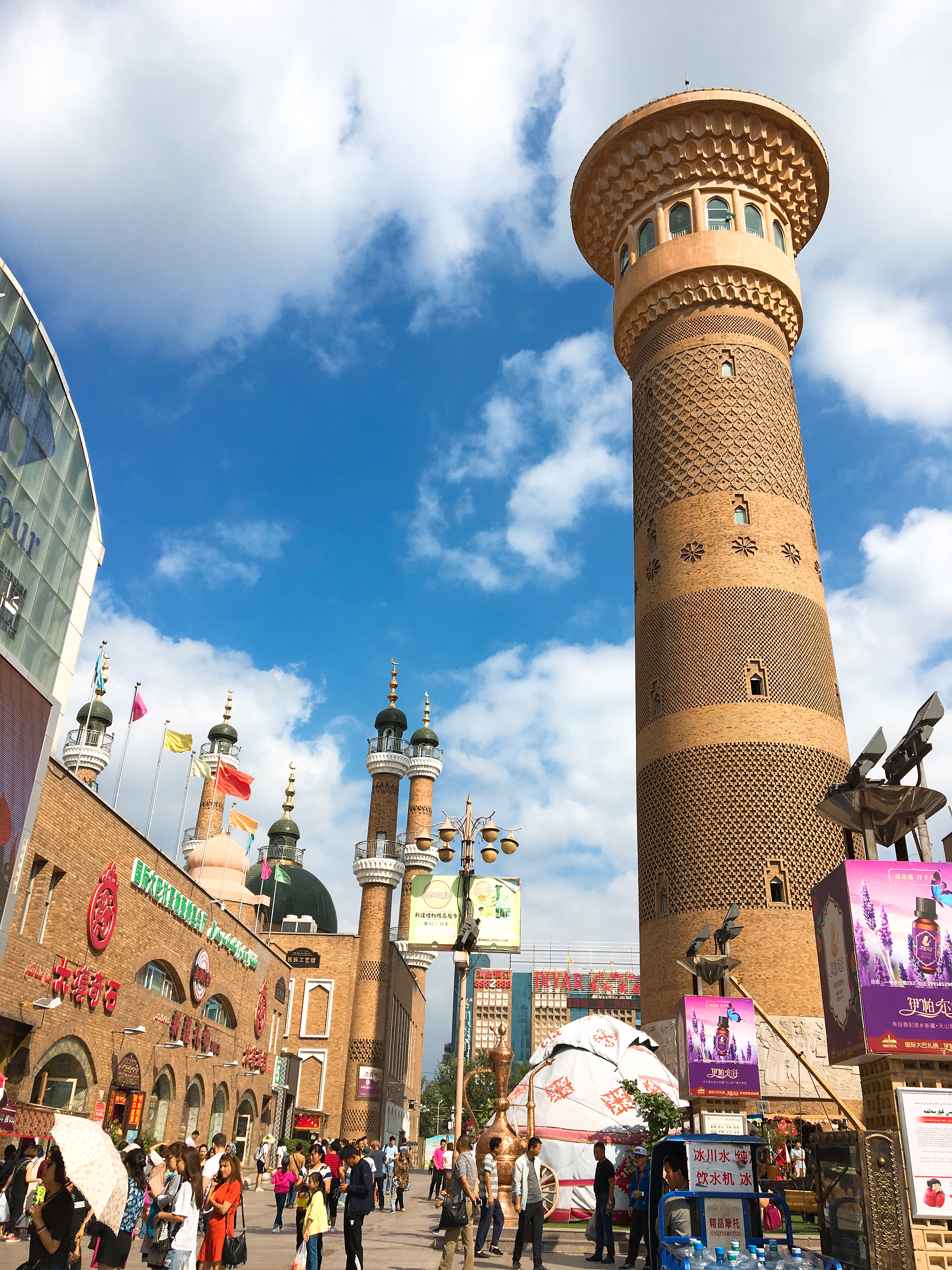
بازار شينجيانغ الدولي الكبير

بازار شينجيانغ الدولي الكبير هو بازار إسلامي في أورومتشي، شينجيانغ، الصين. البازار هو أكبر سوق في العالم من حيث الحجم، يجمع بين الثقافة الإسلامية والهندسة المعمارية والتجارة العرقية والسياحة والترفيه. كما أنها واحد من أشهر المعالم في أورومتشي وشينجيانغ.

## نظرة عامة
تم الانتهاء من بناء البازار في أواخر عام 2002 وتم فتحه للجمهور في 26 يونيو 2003،  يقع بالقرب من إرداوكياو في جنوب طريق جيافانج (باصينية:解放 南路). تم تشييد المباني والمساحات الداخلية بأسلوب إسلامي يمثل الدين الراسخ والثقافة العرقية للمنطقة الغربية في الصين. البازار مملوك لشركة شركة بازار شينجيانغ الدولي الكبير (بالصينية: 新疆 国际 大 巴扎 有限公司).

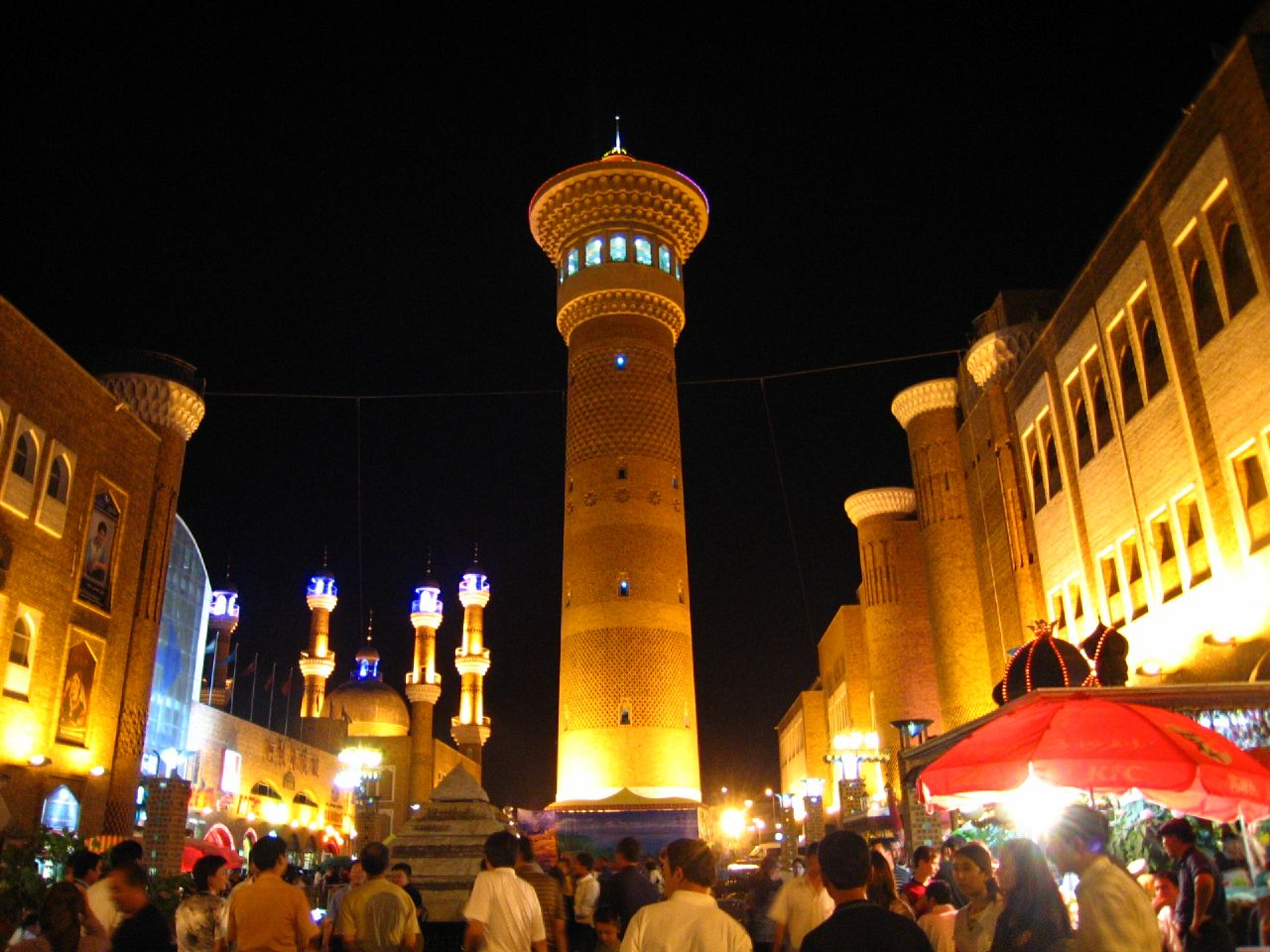
البازار ليلا

جنبا إلى جنب مع ثقافات الأقليات العرقية في شينجيانغ (مثل الأويغور والكازاخستانية والهوي) ، تم تصميم الهندسة المعمارية في البازار على الطراز الإسلامي. يستنسخ البازار الازدهار التجاري لطريق الحرير ويجسد الخصائص العرقية والثقافات الإقليمية.
يشغل البازار الكبير الدولي مساحة 4000 متر مربع وبرج بإرتفاع 80 مترًا ومسجد مفتوح ومسرح أوبرا وقاعة طعام.
منطقة البازار الكبير مفتوحة طوال اليوم وتكون ساعات عمل المتجر عمومًا حوالي 9:30 حتي 22:00. [بحاجة لمصدر]